# Radonjica
Radonjica (en serbe cyrillique : Радоњица) est un village de Serbie situé sur le territoire de la Ville de Leskovac, district de Jablanica. Au recensement de 2011, il comptait 788 habitants.

## Démographie
| 1948 | 1953 | 1961 | 1971 | 1981 | 1991 | 2002 | 2011 |
| ---- | ---- | ---- | ---- | ---- | ---- | ---- | ---- |
| 811  | 880  | 900  | 872  | 880  | 919  | 903  | 788  |

|  |